# Pont d'Ivry
Le pont d'Ivry-sur-Seine est le dernier pont sur la Seine avant le confluent avec la Marne.

## Situation et accès

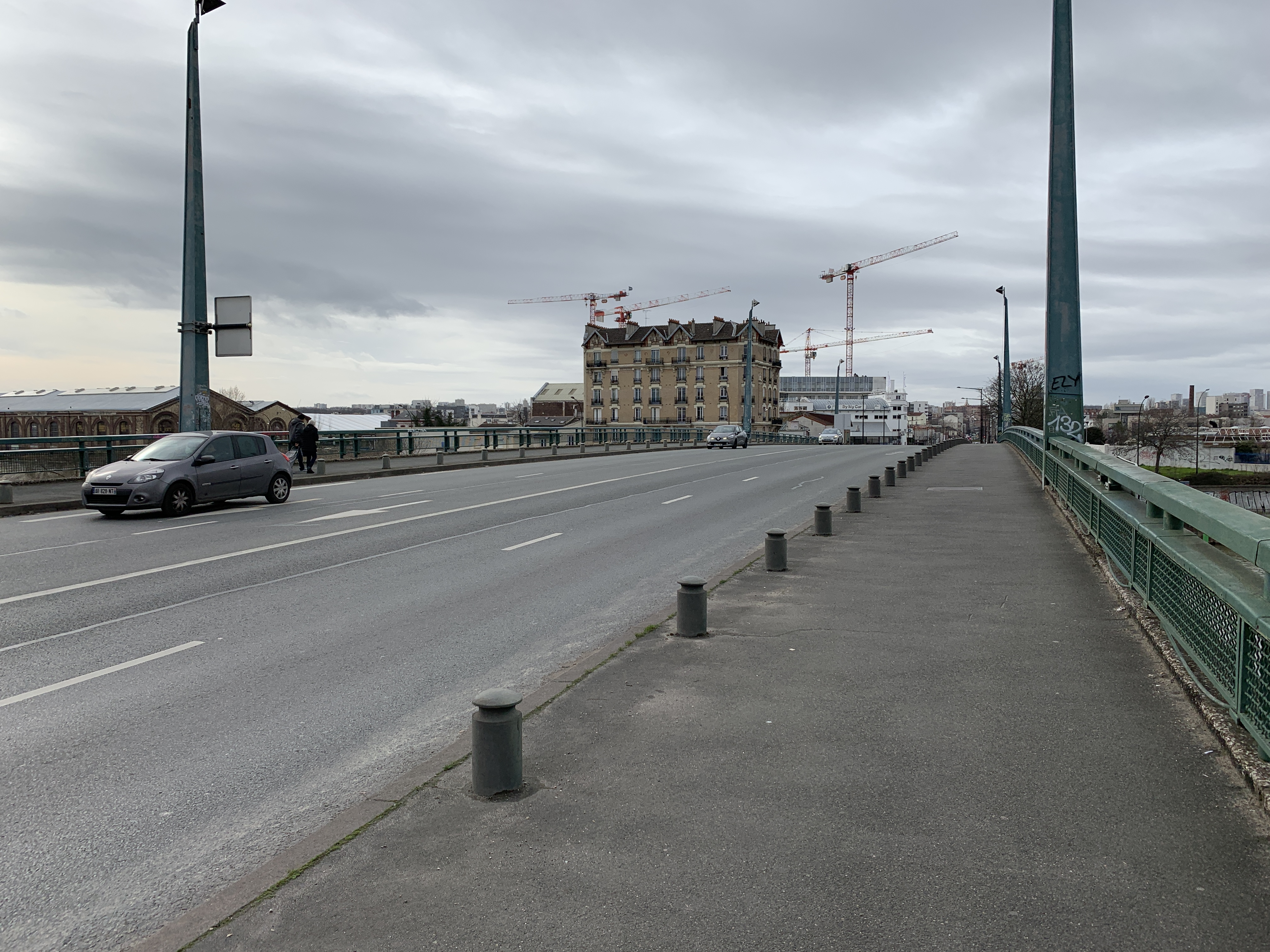
Le pont d'Ivry, vers Ivry-sur-Seine.

Emprunté par l'ancienne route nationale 19, devenue la route départementale 19, il permet de relier les communes d'Ivry-sur-Seine par le boulevard du Colonel-Fabien (anciennement boulevard Louis-Lemoine,), à Alfortville par le quai Blanqui et la rue Charles-de-Gaulle (anciennement rue du Pont-d'Ivry).

## Historique
Un premier pont fut bâti pendant les dernières années du règne du roi Charles X, en 1827, afin de faciliter la traversée de Charenton en donnant accès à la rive gauche de la Seine.
En 1883, on reconstruisit son tablier en fer en réutilisant les anciennes piles.